# Калининградски зоопарк
Калининградски зоопарк (на руски: Калининградский зоопарк) e сред най-големите и стари зоопаркове в Русия.
Зоопаркът в Калининград е открит през 1896 година. В неговата колекция, която заема площ от 16,5 хектара, са представени 315 видове животни, числеността на живите експонати съставлява 2264 особи (по данни за състоянието през 2005).
Калининградският зоопарк едновременно е и ботаническа градина. Забележителността на парка са не толкова животните, колкото редките растения (например Гинко).
В зоопарка може да се види и скулптори на животни: бронзова статуя на лос, каменна статуя на орангутан и други. Входа на зоопарка е украсен с група скулптурни портрети на разни животни. На територията на зоопарка се намират и няколко довоенни здания и фонтан.

## Колекция
Понастоящем в Калининградския зоопарк се гледат 2264 животни от вида, отсред тях:
- млекопитаещи – 59 вида, 292 екземпляра;
- птици – 84 вида, 572 екземпляра;
- влечуги – 42 вида, 97 екземпляра;
- земноводни – 17 вида, 59 екземпляра;
- риби – 105 вида, 1195 екземпляра;
- безгръбначни – 8 вида, 49 екземпляра.

54 вида животни са включени в Международната червена книга, от тях:
- млекопитаещи – 23 вида;
- птици – 12 вида;
- безгръбначни – 10 вида;
- земноводни – 1 вида;
- риби – 8 вида.